# Joseph Geurts
Joseph Geurts (Hasselt, 6 juli 1939 - Genk, 7 december 2012) was een Belgisch wielrenner.

## Carrière
Geurts was gedurende vijf jaar prof en nam in 1960 deel aan de Olympische Spelen. Hij reed de wegrit niet uit en behaalde voornamelijk als amateur en onafhankelijke verschillende ereplaatsten op nationale kampioenschappen. Hij behaalde als prof enkele kleinere overwinningen.

## Erelijst
1959
- Nationaal kampioenschap op de weg (militairen)

1960
- Nationaal kampioenschap op de weg (onafhankelijken)

1961
- Nationaal kampioenschap op de weg (onafhankelijken)

1963
- GP Dr. Eugeen Roggeman

1964
- Bad Schwalbach